# Gliese 440
Gliese 440 (auch LAWD 37, resp. LP 145-141) ist ein relativ naher Weißer Zwerg im Sternbild Fliege. Er befindet sich in einer Entfernung von 15,1 Lichtjahren. Somit ist er der viertnächste Weiße Zwerg und der zweitnächste Weiße Zwerg, der wohl ein Einzelstern ist.

## Eigenschaften
Der Stern Gliese 440 mit Spektralklasse DQ ist mit etwa 56 % der Sonnenmasse deutlich kleiner als die Sonne. Die Masse konnte hierbei durch den Mikrolinseneffekt mithilfe des Hubble-Weltraumteleskops bestimmt werden, als Gliese 440 vor einem Hintergrundstern vorbeizog. Dies war die erstmalige Massebestimmung eines einzelnen Weißen Zwergs. Der Radius von Gliese 440 beträgt als Weißer Zwerg nur etwa 1,3 % des Sonnenradius. Die Leuchtkraft liegt bei etwa 0,0005 Sonnenleuchtkräften. Modelle zur Abkühlrate ergeben ein Alter von etwa 1,2 Mrd. Jahren.